# 알라메다 리서치
알라메다 리서치는 샘 뱅크먼프리드 와 타라 맥 올레이가 2017년 9월에 공동 설립한 암호화폐 거래 회사이다.
2022년 11월, 알라메다의 자매 암호화폐 거래소인 FTX는 유동성 위기를 겪었고, FTX와 알라메다는 모두 파산을 신청했다. 같은 달 월스트리트 저널은 익명의 제보자를 인용해 FTX가 고객 자금의 절반 이상을 알라메다에 빌려주었다고 밝혔다.  이는 FTX의 서비스 약관에 의해 명시적으로 금지되었다. 2022년 11월 12일, 월스트리트 저널은 익명의 소식통을 인용해 알라메다 CEO 캐롤라인 앨리슨은 자신과 뱅크먼프리드 및 기타 FTX 고위 관계자가 그러한 결정을 알고 있었다고 말했다고 보도했다.
2022년 12월 당시 알라메다 CEO인 캐롤라인 앨리슨은 알라메다 리서치 및 FTX에서의 활동과 관련하여 전신 사기, 증권, 상품 사기, 돈세탁과 관련된 2건의 송금 사기와 5건의 음모 혐의에 대해 유죄를 인정했다.

## 역사

### 창업
2017년 11월 샘 뱅크먼프리드는 제인스트리트에서 퇴사한 이후 알고리즘 트레이딩 회사인 알라메다 리서치를 공동 창립했다. 이 회사는 캘리포니아주 버클리에 본사를 두고 있으며 같은 해 뱅크먼프리드가 이곳으로 이사했다. 그는 약 20명의 젊고 효과적 이타주의자들을 모집했는데, 이들 중 대부분은 금융 시장 거래 경험이 없고 암호화폐에 대해 알지도 못했던 것으로 보도되었다. 2021년 인터뷰에 따르면 조사를 피하기 위해 이름에 '리서치'라는 용어가 포함되었으며 뱅크먼프리드는 "회사 이름을 '우리는 국제적인 비트코인 차익거래를 한다' (We Do Cryptocurrency Bitcoin Arbitrage Multinational Stuff)와 같이 지정하면 아무도 은행 계좌를 제공하지 않을 것"라고 말했다 .
2018년 1월 뱅크먼프리드는 미국 가격에 비해 일본 비트코인의 높은 가격을 활용하기 위해 차익 거래를 조직했다. 회사는 2018년 초 가격 격차가 해소되기 전에 천만 달러에서 3천만 달러 사이의 수익을 올렸다 2019년 초, 본사를 캘리포니아에서 홍콩으로 이전했다. 2021년 8월에 뱅크먼프리드는 알라메다 리서치의 지분을 약 90% 소유하고 있었다.

### FTX 출시
샘 뱅크먼프리드는 2019년 4월 FTX라는 이름으로 암호화폐 거래소를 시작했다. 알라메다 리서치는 FTX의 주요 시장 조성자 역할을 하면서 FTX의 성장에 중요한 역할을 했다. 시장 조성자로서 알레메다 리서치는 다른 고객이 원할 경우 구매 및 판매가 가능했으며 때로는 고객을 거래소로 유인하기 위해 거래에서 손해를 보는 측면도 있었다.
월스트리트 저널이 검토한 공개 데이터에 따르면,  알라메다 리서치는 2021년 초부터 2022년 3월 사이에 FTX가 상장하기 전에 암호화폐 토큰을 축적했으며, 이는 이더리움 블록체인에서 총 6천만 달러 상당의 토큰에 해당한다.
알라메다 리서치는 2022년 5월과 6월에 일련의 손실을 입었다. 익명의 소식통은 월스트리트 저널 에 FTX가 고객 자금의 절반 이상을 알라메다 리서치에에 빌려주었고 소식통에 따르면 FTX CEO인 샘 뱅크먼프리드는 이를 잘못된 판단이었다고 설명했다.  판테리 자산운용은 Alameda의 거래상대방이 되어 1,070만 달러를 벌었다.
2022년 8월, 알라메다 리서치의 공동 CEO인 샘 트라부코가 사임하고 캐롤라인 앨리슨이 회사의 단독 CEO가 되었다.

### 파산
2022년 11월 8일, 대형 암호화폐 거래소 인 FTX의 유동성 위기 이후 바이낸스 와 FTX는 FTX를 바이낸스에 인수하겠다는 의향서에 서명했다. 알라메다의 가치는 문제 공개 및 FTX 인수 거래 이후 90% 이상 하락한 것으로 추정된다. 알라메다는 FTX 거래소의 기본 토큰인 FTT를 자산으로 대량 보유하고 있었던 것으로 장부에 드러났다. 테크크런치는 "이 거래소는 자매 기업인 앨라메다 리서치와 비정상적으로 얽혀 있었다"고 보도했다. 대주주인 뱅크먼프리드의 추정 순자산은 2022년 10월에 105억 달러였으며 2022년 11월 8일 위기 및 예비 인수 계약 이후  블룸버그에 따르면 순자산은 약 10억 달러로 떨어졌다
11월 9일 늦은 밤, 월스트리트저널은 바이낸스가 FTX 인수에서 손을 떼고 있다고 보도했다. 바이낸스는 회사가 거래를 추진하지 않는 이유로 FTX의 고객 자금 취급 부주의와 현재 진행중인 FTX에 대한 조사를 언급했다.
2022년 11월 9일, 알라메다의 웹사이트가 문을 닫았다. 다음날 뱅크먼프리드는 알라메다 리서치가 거래를 중단하고 문을 닫을 것이라고 말했다. 알라메다 리서치는 FTX 및 130개 이상의 계열사와 함께 2022년 11월  파산 보호를 신청했다.

## 활동
암호화폐 전문 정량 거래 회사인 알라메다는 차익거래, 시장 조성, 수익 농사, 거래 변동성등의 전략을 시행했다.

### 기부
2020년 미국 대통령 선거 기간 동안 앨러미다는 조 바이든 대통령을 지지하는 자유주의 정치 행동 위원회(PAC) 인 퓨처 포워드 USA(Future Forward USA)에 500만 달러를 기부했다. 2022년에 알라메다는 샘 뱅크먼프리드의 형제 게이브가 운영하는 PAC인 Guarding Against Pandemics에 500만 달러를 기부한 것으로 알려졌다.
회사는 Art of Problem Solving을 통해 Worldwide Online Olympiad 교육 프로그램에 재정적 지원을 제공했다.